# Scleronychophora
Scleronychophora là một bộ của ngành lobopodia (chẳng hạn như Hallucigenia và microdictyiids).